# Athur (Kanyakumari)
Athur (o Attur) è una suddivisione dell'India, classificata come town panchayat, di 11.742 abitanti, situata nel distretto di Kanyakumari, nello stato federato del Tamil Nadu. In base al numero di abitanti la città rientra nella classe IV (da 10.000 a 19.999 persone).

## Geografia fisica
La città è situata a 08° 19' 51 N e 77° 15' 47 E.

## Società

### Evoluzione demografica
Al censimento del 2001 la popolazione di Athur assommava a 11.742 persone, delle quali 5.914 maschi e 5.828 femmine. I bambini di età inferiore o uguale ai sei anni assommavano a 1.219, dei quali 627 maschi e 592 femmine. Infine, coloro che erano in grado di saper almeno leggere e scrivere erano 9.391, dei quali 4.868 maschi e 4.523 femmine.